# Anicio Fausto
Anicio Fausto (in latino Anicius Faustus; fl. 298-300) è stato un politico romano dell'Impero.
Prima del 298 fu console suffetto, in quanto il consolato del 298 fu il suo secondo. Tra il 299 e il 1º marzo 300 fu praefectus urbi.
Fu forse figlio di Sesto Cocceio Anicio Fausto Paolino, e forse va identificato con (o era fratello di) Sesto Anicio Fausto Paoliniano; potrebbe essere stato il padre di Amnio Anicio Giuliano e Sesto Anicio Paolino.